# Le Diable en boîte
Pour les articles homonymes, voir The Stunt Man.
Ne doit pas être confondu avec Diable en boîte ou Le Diable dans la boîte.
Le Diable en boîte (The Stunt Man) est un film américain réalisé par Richard Rush, sorti en 1980.

## Synopsis
Cameron (Steve Railsback), pourchassé par la police, trouve refuge au sein d'une équipe de cinéma sur le lieu d'un tournage en extérieurs. Assistant à une scène de noyade, il se précipite pour sauver Nina Franklin (Barbara Hershey), l'actrice principale, qu'il croyait en danger. Eli Cross (Peter O'Toole), le réalisateur, lui propose alors l'emploi de cascadeur ; ce qui le soustrait aux recherches de la police. Cameron s'éprend de Nina et ils projettent de s'enfuir ensemble, mais il s'aperçoit au cours de la dernière cascade qu'elle ne l'a pas suivi. Il se retrouve donc seul.

## Fiche technique
- Titre : Le Diable en boîte
- Titre original : The Stunt Man
- Réalisation : Richard Rush
- Scénario : Richard Rush et Lawrence B. Marcus, d'après le roman de Paul Brodeur
- Production : Richard Rush et Melvin Simon
- Musique : Dominic Frontiere
- Photographie : Mario Tosi
- Montage : Caroline Biggerstaff et Jack Hofstra (de)
- Pays d'origine :  États-Unis
- Format : couleur — 1,85:1 — mono
- Genre : comédie dramatique, thriller
- Durée : 131 minutes
- Date de sortie : 1980
- Affiches : Bill Gold (États-Unis), Macario Gómez Quibus (Espagne)

## Distribution
- Steve Railsback : Cameron
- Peter O'Toole : Eli Cross, le réalisateur
- Barbara Hershey : Nina Franklin, l'actrice du film
- Adam Roarke (en) : Raymond Bailey, l'acteur du film
- Allen Garfield (crédité Allen Goorwitz) : Sam, le scénariste
- Charles Bail (en) : Chuck, le directeur des cascades
- Alex Rocco : Jake, le chef de la police
- Sharon Farrell : Denise
- Philip Bruns : Ace
- George D. Wallace : le père de Nina
- Dee Carroll : la mère de Nina
- Leslie Winograde : la jeune soeur de Nina
- Michael Railsback : Burt

## Production
Au début des années 1970, Columbia Pictures possédait les droits du roman pour le cinéma, Arthur Penn et François Truffaut ayant été envisagés pour le réaliser. Columbia a proposé le film à Richard Rush en raison du succès de son film précédent, Getting Straight. Rush a d'abord refusé, puis a finalement accepté de réaliser The Stunt Man. En juillet 1971, Columbia annonce que Rush réalisera le film avec William Castle comme producteur exécutif.
Rush a ensuite rédigé un scénario de 150 pages différent du livre ; dans le roman, les personnages étaient tous fous, alors que dans le scénario, ils étaient plutôt « sains d'esprit dans un monde devenu fou ». Les dirigeants de la Columbia ont alors rejeté le scénario, affirmant qu'il était difficile de trouver un genre dans lequel le ranger. Rush a déclaré : « Ils n'arrivaient pas à savoir s'il s'agissait d'une comédie, d'un drame, d'une satire sociale, d'une aventure d'action… et, bien sûr, la réponse était : « Oui, c'est tout ça ». Mais ce n'est pas une réponse satisfaisante pour un directeur de studio. » Rush a alors racheté les droits du film à la Columbia et a proposé le film à d'autres studios, sans succès. Le financement du film est finalement revenu à Melvin Simon, qui avait fait fortune dans l'immobilier.
La production se déroule en 1978. Les scènes d'ouverture ont été tournées au Mary Etta's Cafe, à Flinn Springs, en Californie. De nombreuses scènes ont été tournées dans et autour du site historique de l'Hotel del Coronado à Coronado, en Californie. Peter O'Toole mentionne dans le commentaire de son DVD qu'il a basé son personnage sur David Lean qui l'a dirigé dans Lawrence d'Arabie.

## Accueil critique
En mars 2021, le film détenait une note « fraîche » de 90 % d'opinion favorables sur Rotten Tomatoes d'après 40 critiques. Le consensus des critiques mentionne que « Le Diable en boîte est un thriller follement divertissant avec une narration intelligente et une prestation de Peter O'Toole digne d'un Oscar (au moins une sélection !) ».

## Nominations
Ce film a été nommé, mais sans obtenir de récompenses, dans les catégories suivantes :
Oscars du cinéma en 1981 :
- Meilleur réalisateur : Richard Rush
- Meilleur acteur : Peter O'Toole
- Meilleur scénario adapté : Lawrence B. Marcus et Richard Rush

Golden Globes en 1981 :
- Meilleur film dramatique
- Meilleur acteur dans un drame : Peter O'Toole